# Capilaridade do Sistema Único de Saúde
Capilaridade do SUS é uma expressão que descreve o atendimento do Sistema Único de Saúde (SUS) em todo território brasileiro, incluindo comunidades isoladas, pessoas em situações vulneráveis ou que necessitem de cuidados. O termo relaciona-se com o princípio da universalidade, que o “SUS é para todos”,  e também com ao princípio da descentralização da saúde, pois conta com pequenas unidades que adentram os diferentes territórios, como unidades móveis, serviço de atendimento domiciliar ou familiar, entre outros. Descreve, portanto a característica da rede de atendimento que se estende por todo e nos diferentes territórios. Tem por objetivo atingir a maior cobertura na área de atuação e garantir o acesso à saúde, como está previsto na constituição federal.
O termo capilaridade pode ser compreendido enquanto conceito físico da propriedade dos fluidos de caminhar em pequenos tubos, mas também significa pequenos fios de cabelo, ou pequenos vasos sanguíneos . No âmbito do SUS, pode-se compreender enquanto uma metáfora estabelecida com esses significados, para ilustrar que a prestação do serviço se dá no nível do indivíduo de maneira ativa e personalizada, chegando aos usuários que moram em locais de difícil acesso e pessoas que possuem especificidades que precisam de atenção diferenciada, fazendo com que o direito à saúde seja garantido para todos, independente de sua especificidade. A capilaridade do SUS indica sua vitalidade e que ele chega em todo lugar e a todos os brasileiros, como o sangue e os fluidos que alimentam cada microlugar dos organismos vivos.
Ainda relacionada ao princípio físico de caminho inesperado de líquidos por pequenos tubos, a metáfora pode se referir à política de ir contra o pensamento mais óbvio que pesa os custos econômicos em se estabelecer uma ampla rede, em promover esforços ativos para atender pessoas com diferentes necessidades, em manter profissionais e infraestrutura ramificada no extenso território, e mesmo assim fazer com que os princípios da equidade e integralidade do SUS sejam respeitados, conforme a constituição federal prevê .
A capilaridade do SUS é uma característica principalmente da Atenção Primária à Saúde (APS) e Estratégia de Saúde da Família (ESF) . São exemplos de soluções da atenção básica para atendimento em todo território e em nível individual o uso de ambulanchas, motolâncias , consultório na rua, práticas integrativas. No enfrentamento da COVID-19 evidenciamos o cuidado de proximidade como a possibilidade de cuidar com melhor eficiência, onde as milhares de equipes existentes circulam nos diversos territórios, levam possibilidades de soluções de distanciamento e evitam aglomerações desnecessárias nos pronto-atendimentos, prontos-socorros ou hospitais.  Essas práticas consideram as particularidades dos cuidados prestados pelo SUS, porque o Brasil é heterogêneo, tanto de maneira geofísica como de maneira socioeconômica.
A expressão também é utilizada para explicar o sucesso da vacinação contra covid-19 que em pouco tempo vacinou muitas pessoas. São 34 mil salas de vacinas no Brasil que garante abrangência no atendimento e rapidez na aplicação.
Em suma, a capilaridade do SUS é a forma que o SUS atende à toda e qualquer pessoa no nível individual, expressa de maneira poética ou metafórica.